# Самый ценный игрок Мировой серии
Самый ценный игрок Мировой серии (англ. The World Series Most Valuable Player (MVP) Award) — награда, вручаемая игроку, внёсшему наибольший вклад в игру своей команды в Мировой серии — финальном раунде плей-офф Главной лиги бейсбола, в котором встречаются победители Национальной чемпионской серии и Американской чемпионский серии. Впервые награда была вручена в 1955 году и называлась «Награда SPORT Magazine». В настоящее время победитель выбирается во время последнего матча Серии комитетом репортёров и официальных представителей на игре.
Чаще других самым ценным игроком Мировой серии признавались игроки, выступающие на позиции питчер — 28 раз, из них четыре выступали на позиции релиф-питчера. Дважды самым ценным игроком Мировой серии выбиралось сразу несколько игроков: в 1981 году три игрока «Лос-Анджелес Доджерс» стали МВП, а в 2001 году два игрока «Аризоны Даймондбэкс». Всего три игрока получали эту награду дважды: Сэнди Коуфакс из «Лос-Анджелес Доджерс», Боб Гибсон из «Сент-Луис Кардиналс» и Реджи Джексон (первый раз выступая за «Окленд Атлетикс», второй раз — за «Нью-Йорк Янкис»). Бобби Ричардсон из «Нью-Йорк Янкис» стал единственным самым ценным игроком Мировой серии, чья команда проиграла в финале. Последним на данный момент обладателем награды является Кори Сигер из команды «Техас Рейнджерс».

## Победители
|     | Член Национального бейсбольного Зала Славы и музея            |
|     | Действующий игрок Главной лиги бейсбола                       |
| *   | Также стал самым ценным игроком серии плей-офф в этом же году |
|     | Игрок, представитель проигравшей команды в Мировой серии      |
| ^   | Сообладатели награды                                          |
| (#) | Количество завоёванных титулов                                |

| Год   | Игрок             | Фото | Команда                | Позиция                                | Гражданство              | Выборочная статистика | Прим.                |
| ----- | ----------------- | ---- | ---------------------- | -------------------------------------- | ------------------------ | --- | -------------------- |
| 1955  | Джонни Подрес     |      | Бруклин Доджерс        | Стартовый питчер                       | США                      | - 2 победы, ни одного поражения в двух играх, в которых игрок вышел в стартовом составе; обе игры были полными - 2 пропущенных рана за 18 сыгранных иннингов - 10 страйкаутов                                                       | [ 5 ]                |
| 1956  | Дон Ларсен        |      | Нью-Йорк Янкис         | Стартовый питчер                       | США                      | - 1 победа, ни одного поражения в двух играх, в которых игрок вышел в стартовом составе; одна совершенная игра — единственный ноу-хиттер в истории Мировых серий - 0 пропущенных ранов за 10 2⁄3 сыгранных иннингов - 7 страйкаутов | [ 8 ]                |
| 1957  | Лью Бурдетт       |      | Милуоки Брэйвз         | Стартовый питчер                       | США                      | - 3 победы, ни одного поражения, в которых игрок вышел в стартовом составе; обе игры были полными - 2 пропущенных рана за 27 сыгранных иннингов - 13 страйкаутов                                                                    | [ 9 ]                |
| 1958  | Боб Терли         |      | Нью-Йорк Янкис         | Питчер                                 | США                      | - 2 победы, 1 поражение и 1 сейв в 4 играх (2 игры в стартовом составе); одна полная игра - 5 пропущенных ранов за 16 1⁄3 сыгранных иннингов - 13 страйкаутов                                                                       | [ 10 ]               |
| 1959  | Ларри Шерри       |      | Лос-Анджелес Доджерс   | Релиф-питчер                           | США                      | - 2 победы, ни одного поражения и 2 сейва в 4 играх - 1 пропущенный ран за 12 2⁄3 сыгранных иннингов - 5 страйкаутов | [ 11 ]               |
| 1960  | Бобби Ричардсон   |      | Нью-Йорк Янкис         | Игрок второй базы                      | США                      | - 36,7 процент отбивания - 11 хитов - 12 runs batted in | [ 12 ]               |
| 1961  | Уайти Форд        |      | Нью-Йорк Янкис         | Стартовый питчер                       | США                      | - 2 победы, ни одного поражения в играх, в которых игрок вышел в стартовом составе; одна игра была полная - ни одного пропущенного рана за 14 сыгранных иннингов - 7 страйкаутов                                                    | [ 13 ]               |
| 1962  | Ральф Терри       |      | Нью-Йорк Янкис         | Стартовый питчер                       | США                      | - 2 победы, 1 поражение в 3 играх, в которых игрок вышел в стартовом составе; две игры были полными - 5 пропущенных ранов за 25 сыгранных иннингов - 16 страйкаутов                                                                 | [ 14 ]               |
| 1963  | Сэнди Коуфакс     |      | Лос-Анджелес Доджерс   | Стартовый питчер                       | США                      | - 2 победы, ни одного поражения поражение в 2 играх, в которых игрок вышел в стартовом составе; обе игры были полными - 3 пропущенных ранов за 18 сыгранных иннингов - 23 страйкаутов                                               | [ 15 ]               |
| 1964  | Боб Гибсон        |      | Сент-Луис Кардиналс    | Стартовый питчер                       | США                      | - 2 победы, 1 поражение в 3 играх, в которых игрок вышел в стартовом составе; одна полная игр - 9 пропущенных ранов за 27 сыгранных иннингов - 31 страйкаутов                                                                       | [ 16 ]               |
| 1965  | Сэнди Коуфакс (2) |      | Лос-Анджелес Доджерс   | Стартовый питчер                       | США                      | - 2 победы, 1 поражение в 3 играх, в которых игрок вышел в стартовом составе; два шатаута - 1 пропущенных ранов за 24 сыгранных иннингов - 29 страйкаутов                                                                           | [ 17 ]               |
| 1966  | Фрэнк Робинсон    |      | Балтимор Ориолс        | Аутфилдер                              | США                      | - 85,7 процент отбивания - 2 хоум-рана - 3 runs batted in | [ 18 ]               |
| 1967  | Боб Гибсон (2)    |      | Сент-Луис Кардиналс    | Стартовый питчер                       | США                      | - 3 победы, ни одного поражения в 3 играх, в которых игрок вышел в стартовом составе; все игры были полными - 3 пропущенных ранов за 27 сыгранных иннингов - 26 страйкаутов                                                         | [ 19 ]               |
| 1968  | Мики Лолич        |      | Детройт Тайгерс        | Стартовый питчер                       | США                      | - 3 победы, ни одного поражения в 3 играх, в которых игрок вышел в стартовом составе; все игры были полными - 5 пропущенных ранов за 27 сыгранных иннингов - 21 страйкаутов                                                         | [ 20 ]               |
| 1969  | Донн Кленденон    |      | Нью-Йорк Метс          | Игрок первой базы                      | США                      | - 35,7 процент отбивания - 3 хоум-рана - 4 runs batted in | [ 21 ]               |
| 1970  | Брукс Робинсон    |      | Балтимор Ориолс        | Игрок третьей базы                     | США                      | - 42,9 процент отбивания - 9 хитов - 6 runs batted in | [ 22 ]               |
| 1971  | Роберто Клементе  |      | Питтсбург Пайрэтс      | Аутфилдер                              | Пуэрто-Рико              | - 41,4 процент отбивания - 12 хитов - 4 runs batted in | [ 23 ]               |
| 1972  | Джин Тэнес        |      | Окленд Атлетикс        | Кэтчер                                 | США                      | - 34,8 процент отбивания - 4 хоум-рана - 9 runs batted in | [ 24 ]               |
| 1973  | Реджи Джексон     |      | Окленд Атлетикс        | Аутфилдер                              | США                      | - 31,0 процент отбивания - 9 хитов - 6 runs batted in | [ 25 ]               |
| 1974  | Ролли Фингерс     |      | Окленд Атлетикс        | Релиф-питчер                           | США                      | - 1 победа, ни одного поражения и 2 сейва в 4 играх - 2 пропущенных ранов за 9 1⁄3 сыгранных иннингов - 6 страйкаутов | [ 26 ]               |
| 1975  | Пит Роуз          |      | Цинциннати Редс        | Игрок третьей базы                     | США                      | - 37,0 процент отбивания - 10 хитов - 2 runs batted in | [ 27 ]               |
| 1976  | Джонни Бенч       |      | Цинциннати Редс        | Кэтчер                                 | США                      | - 53,3 процент отбивания - 8 хитов - 6 runs batted in | [ 28 ]               |
| 1977  | Реджи Джексон (2) |      | Нью-Йорк Янкис         | Аутфилдер                              | США                      | - 45,0 процент отбивания - 5 хоум-ранов - 8 runs batted in | [ 29 ]               |
| 1978  | Баки Дент         |      | Нью-Йорк Янкис         | Шорт-стоп                              | США                      | - 41,7 процент отбивания - 10 хитов - 7 runs batted in | [ 30 ]               |
| 1979* | Уилли Старджелл   |      | Питтсбург Пайрэтс      | Игрок первой базы                      | США                      | - 40,0 процент отбивания - 12 хитов - 7 runs batted in | [ 31 ]               |
| 1980  | Майк Шмидт        |      | Филадельфия Филлис     | Игрок третьей базы                     | США                      | - 38,1 процент отбивания - 8 хитов - 7 runs batted in | [ 32 ]               |
| 1981^ | Рон Сей           |      | Лос-Анджелес Доджерс   | Игрок третьей базы                     | США                      | - 35,0 процент отбивания - 7 хитов - 6 runs batted in | [ 33 ]               |
| 1981^ | Педро Герреро     |      | Лос-Анджелес Доджерс   | Аутфилдер                              | Доминиканская Республика | - 33,3 процент отбивания - 2 хоум-рана - 7 runs batted in | [ 33 ]               |
| 1981^ | Стив Йигер        |      | Лос-Анджелес Доджерс   | Кэтчер                                 | США                      | - 28,6 процент отбивания - 2 хоум-рана - 4 runs batted in | [ 33 ]               |
| 1982* | Дэррелл Портер    |      | Сент-Луис Кардиналс    | Кэтчер                                 | США                      | - 28,6 процент отбивания - 8 хитов - 5 runs batted in | [ 34 ]               |
| 1983  | Рик Демпси        |      | Балтимор Ориолс        | Кэтчер                                 | США                      | - 38,5 процент отбивания - 4 дабла - 2 runs batted in | [ 35 ]               |
| 1984  | Алан Траммелл     |      | Детройт Тайгерс        | Шорт-стоп                              | США                      | - 45,0 процент отбивания - 9 хитов - 6 runs batted in | [ 36 ]               |
| 1985  | Брет Саберхаген   |      | Канзас-Сити Роялс      | Стартовый питчер                       | США                      | - 2 победы, ни одного поражения в 2 играх, в которых игрок вышел в стартовом составе; обе игры были полными - 1 пропущенный ран за 18 сыгранных иннингов - 10 страйкаутов                                                           | [ 37 ]               |
| 1986  | Рэй Найт          |      | Нью-Йорк Метс          | Игрок третьей базы                     | США                      | - 39,1 процент отбивания - 9 хитов - 5 runs batted in | [ 38 ]               |
| 1987  | Фрэнк Виола       |      | Миннесота Твинс        | Стартовый питчер                       | США                      | - 2 победы, 1 поражение в 3 играх, в которых игрок вышел в стартовом составе - 8 пропущенных ранов за 19 1⁄3 сыгранных иннингов - 16 страйкаутов                                                                                    | [ 39 ]               |
| 1988* | Орел Хершисер     |      | Лос-Анджелес Доджерс   | Стартовый питчер                       | США                      | - 2 победы, ни одного поражения в 2 играх, в которых игрок вышел в стартовом составе; обе игры были полными - 2 пропущенных ранов за 18 сыгранных иннингов - 17 страйкаутов                                                         | [ 40 ]               |
| 1989  | Дейв Стюарт       |      | Окленд Атлетикс        | Стартовый питчер                       | США                      | - 2 победы, ни одного поражения в 2 играх, в которых игрок вышел в стартовом составе; одна игра была полной - 3 пропущенных ранов за 16 сыгранных иннингов - 14 страйкаутов                                                         | [ 41 ]               |
| 1990  | Хосе Рихо         |      | Цинциннати Редс        | Стартовый питчер                       | Доминиканская Республика | - 2 победы, ни одного поражения в 2 играх, в которых игрок вышел в стартовом составе - 1 пропущенный ран за 15 сыгранных иннингов - 14 страйкаутов                                                                                  | [ 42 ]               |
| 1991  | Джек Моррис       |      | Миннесота Твинс        | Стартовый питчер                       | США                      | - 2 победы, ни одного поражения в 3 играх, в которых игрок вышел в стартовом составе; один шатаут - 3 пропущенных ранов за 23 сыгранных иннингов - 15 страйкаутов                                                                   | [ 43 ]               |
| 1992  | Пэт Бордерс       |      | Торонто Блю Джейс      | Кэтчер                                 | США                      | - 45,0 процент отбивания - 9 хитов - 3 runs batted in | [ 44 ]               |
| 1993  | Пол Молитор       |      | Торонто Блю Джейс      | Игрок третьей базы/ Назначенный бьющий | США                      | - 50,0 процент отбивания - 12 хитов - 8 runs batted in | [ 45 ]               |
| 1994  | —                 | —    | —                      | —                                      | —                        | Серия была отменена из-за забастовки игроков | [ 46 ]               |
| 1995  | Том Глэвайн       |      | Атланта Брэйвз         | Стартовый питчер                       | США                      | - 2 победы, ни одного поражения в 2 играх, в которых игрок вышел в стартовом составе - 2 пропущенных ранов за 14 сыгранных иннингов - 11 страйкаутов                                                                                | [ 47 ]               |
| 1996  | Джон Веттеленд    |      | Нью-Йорк Янкис         | Релиф-питчер                           | США                      | - 4 сейва в 5 играх - 1 пропущенный ран за 4 1⁄3 сыгранных иннингов - 6 страйкаутов | [ 48 ]               |
| 1997* | Ливан Эрнандес    |      | Флорида Марлинс        | Стартовый питчер                       | Куба                     | - 2 победы, ни одного поражения в 2 играх, в которых игрок вышел в стартовом составе - 8 пропущенных ранов за 13 2⁄3 сыгранных иннингов - 7 страйкаутов                                                                             | [ 49 ] [ 50 ]        |
| 1998  | Скот Бросиус      |      | Нью-Йорк Янкис         | Игрок третьей базы                     | США                      | - 47,1 процент отбивания - 8 хитов - 6 runs batted in | [ 51 ]               |
| 1999  | Мариано Ривера    |      | Нью-Йорк Янкис         | Релиф-питчер                           | Панама                   | - 1 победа, ни одного поражения и 2 сейва в 3 играх - ни одного пропущенного рана за 4 2⁄3 сыгранных иннингов - 3 страйкаутов | [ 52 ] [ 53 ]        |
| 2000  | Дерек Джитер      |      | Нью-Йорк Янкис         | Шорт-стоп                              | США                      | - 40,9 процент отбивания - 9 хитов - 2 хоум-рана | [ 54 ] [ 55 ]        |
| 2001^ | Рэнди Джонсон     |      | Аризона Даймондбэкс    | Питчер                                 | США                      | - 3 победы, ни одного поражения в 3 играх (2 игры в стартовом составе); один шатаут - 2 пропущенных ранов за 17 1⁄3 сыгранных иннингов - 19 страйкаутов                                                                             | [ 56 ] [ 57 ]        |
| 2001^ | Курт Шиллинг      |      | Аризона Даймондбэкс    | Стартовый питчер                       | США                      | - 1 победа, ни одного поражения в 3 играх, в которых игрок вышел в стартовом составе - 4 пропущенных ранов за 21 1⁄3 сыгранных иннингов - 26 страйкаутов                                                                            | [ 56 ]               |
| 2002  | Трой Глос         |      | Анахайм Энджелс        | Игрок третьей базы                     | США                      | - 38,5 процент отбивания - 3 хоум-рана - 8 runs batted in | [ 58 ] [ 59 ]        |
| 2003  | Джош Бекетт       |      | Флорида Марлинс        | Стартовый питчер                       | США                      | - 1 победа, 1 поражение в 2 играх, в которых игрок вышел в стартовом составе; одна полная игра - 2 пропущенных ранов за 16 1⁄3 сыгранных иннингов - 19 страйкаутов                                                                  | [ 60 ] [ 61 ]        |
| 2004  | Мэнни Рамирес     |      | Бостон Ред Сокс        | Аутфилдер                              | Доминиканская Республика | - 41,2 процент отбивания - 7 хитов - 4 runs batted in | [ 62 ] [ 63 ]        |
| 2005  | Джермейн Дай      |      | Чикаго Уайт Сокс       | Аутфилдер                              | США                      | - 43,8 процент отбивания - 7 хитов - 3 runs batted in | [ 64 ] [ 65 ]        |
| 2006  | Дэвид Экстайн     |      | Сент-Луис Кардиналс    | Шорт-стоп                              | США                      | - 36,4 процент отбивания - 8 хитов - 4 runs batted in | [ 66 ] [ 67 ]        |
| 2007  | Майк Лоуэлл       |      | Бостон Ред Сокс        | Игрок третьей базы                     | Пуэрто-Рико              | - 40,0 процент отбивания - 6 хитов - 4 runs batted in | [ 68 ] [ 69 ]        |
| 2008* | Коул Хэмелс       |      | Филадельфия Филлис     | Стартовый питчер                       | США                      | - 1 победы, ни одного поражения в 2 играх, в которых игрок вышел в стартовом составе - 4 пропущенных ранов за 13 сыгранных иннингов - 8 страйкаутов                                                                                 | [ 70 ] [ 71 ]        |
| 2009  | Хидэки Мацуи      |      | Нью-Йорк Янкис         | Назначенный бьющий                     | Япония                   | - 61,5 процент отбивания - 3 хоум-рана - 8 runs batted in | [ 72 ] [ 73 ]        |
| 2010  | Эдгар Рентерия    |      | Сан-Франциско Джайентс | Шорт-стоп                              | Колумбия                 | - 41,2 процент отбивания - 2 хоум-рана - 6 runs batted in | [ 74 ]               |
| 2011* | Дэвид Фриз        |      | Сент-Луис Кардиналс    | Игрок третьей базы                     | США                      | - 34,8 процент отбивания - 1 уолк-офф хоум-ран - 7 runs batted in | [ 75 ]               |
| 2012  | Пабло Сандовал    |      | Сан-Франциско Джайентс | Игрок третьей базы                     | Венесуэла                | - 50,0 процент отбивания - 3 хоум-рана - 4 runs batted in | [ 76 ]               |
| 2013  | Дэвид Ортис       |      | Бостон Ред Сокс        | Назначенный бьющий/игрок первой базы   | Доминиканская Республика | - 68,8 процент отбивания - 11 хитов, 2 хоум-рана, 8 уолков - 6 runs batted in | [ 77 ] [ 78 ] [ 79 ] |
| 2014* | Мэдисон Бамгарнер |      | Сан-Франциско Джайентс | Стартовый питчер                       | США                      | - 2 победы, ни одного поражения и один сэйв в трёх матчах (2 в стартовом составе); 1 шатауат - пропустил всего 1 очко за 21 отыгранный иннинг - 17 страйкаутов                                                                      | [ 80 ] [ 81 ]        |
| 2015  | Сальвадор Перес   |      | Канзас-Сити Роялс      | Кэтчер                                 | Венесуэла                | - 36,4 процент отбивания - 51 иннинг на позиции кэтчера - 3 очков | [ 82 ]               |
| 2016  | Бен Зобрист       |      | Чикаго Кабс            | Левый филдер                           | США                      | - 35,7 процент отбивания - в десятом иннинге седьмой игры выбил RBI дабл, что привело к лидерству его команды - 5 очков | [ 83 ]               |
| 2017  | Джордж Спрингер   |      | Хьюстон Астрос         | Правый филдер                          | США                      | - 37,9 процент отбивания - 5 хоум-ранов, 7 RBI - 8 очков, 11 хитов | [ 84 ]               |
| 2018  | Стив Пирс         |      | Бостон Ред Сокс        | Игрок первой базы                      | США                      | - 33,3 процент отбивания - 3 хоум-рана, 8 RBI | [ 85 ]               |
| 2019  | Стивен Страсбург  |      | Вашингтон Нэшионалс    | Питчер                                 | США                      | - Две победы в двух стартах - 14 страйкаутов, ERA 2,51 | [ 86 ]               |
| 2020  | Кори Сигер        |      | Лос-Анджелес Доджерс   | Шортстоп                               | США                      | - 40,0 процент отбивания - 2 хоум-рана, 5 RBI | [ 87 ]               |
| 2021  | Хорхе Солер       |      | Атланта Брэйвз         | Аутфилдер                              | Куба                     | - 30,0 процент отбивания - 3 хоум-рана, 6 RBI | [ 88 ]               |
| 2022* | Джереми Пенья     |      | Хьюстон Астрос         | Шорт-стоп                              | Доминиканская Республика | - 40,0 процент отбивания - 10 хитов - 1,023 on-base plus slugging | [ 89 ]               |
| 2023  | Кори Сигер (2)    |      | Техас Рейнджерс        | Шорт-стоп                              | США                      | - 3 хоум-рана, включая хоум-ран в первой игре в девятом иннинге, которым команда сравняла счёт - 6 runs batted in - 1,137 on-base plus slugging                                                                                     | [ 90 ]               |

## Статистика
| Гражданство              | Количество побед |
| ------------------------ | ---------------- |
| США                      | 57               |
| Доминиканская Республика | 5                |
| Пуэрто-Рико              | 2                |
| Венесуэла                | 2                |
| Куба                     | 2                |
| Колумбия                 | 1                |
| Панама                   | 1                |
| Япония                   | 1                |

| Позиция            | Количество побед |
| ------------------ | ---------------- |
| Питчер             | 29               |
| Игрок третьей базы | 10               |
| Аутфилдер          | 9                |
| Шортстоп           | 8                |
| Кэтчер             | 7                |
| Игрок первой базы  | 3                |
| Назначенный бьющий | 3                |
| Игрок второй базы  | 1                |

| Команда                      | Количество побед |
| ---------------------------- | ---------------- |
| Нью-Йорк Янкис               | 12               |
| Бруклин/Лос-Анджелес Доджерс | 9                |
| Сент-Луис Кардиналс          | 5                |
| Бостон Ред Сокс              | 4                |
| Окленд Атлетикс              | 4                |
| Балтимор Ориолс              | 3                |
| Сан-Франциско Джайентс       | 3                |
| Цинциннати Редс              | 3                |
| Милуоки/Атланта Брэйвз       | 3                |
| Аризона Даймондбэкс          | 2                |
| Нью-Йорк Метс                | 2                |
| Миннесота Твинс              | 2                |
| Питтсбург Пайрэтс            | 2                |
| Торонто Блю Джейс            | 2                |
| Филадельфия Филлис           | 2                |
| Флорида Марлинс              | 2                |
| Детройт Тайгерс              | 2                |
| Канзас-Сити Роялс            | 2                |
| Хьюстон Астрос               | 2                |
| Вашингтон Нэшионалс          | 1                |
| Анахайм Энджелс              | 1                |
| Техас Рейнджерс              | 1                |
| Чикаго Уайт Сокс             | 1                |
| Чикаго Кабс                  | 1                |

| Лига              | Количество побед |
| ----------------- | ---------------- |
| Национальная лига | 35               |
| Американская лига | 34               |